# 레바 버턴
러바디스 로버트 마틴 버턴 주니어(Levardis Robert Martyn Burton Jr., 1957년 2월 16일 ~)는 러바 버턴(LeVar Burton, 영어 발음: /lə'vɑːr/)으로 알려져있는 미국의 배우이다.
앨릭스 헤일리 원작 소설을 텔레비전 미니시리즈로 만든 《뿌리》(1977)에서 미국으로 끌려온 아프리카 소년 노예 쿤타킨테 역으로 출연하며 유명해졌다. 이후 1987년부터 《스타 트렉: 더 넥스트 제너레이션》에서 기관장 역할인 조르디 라 포지 역으로 널리 알려졌다. 연기자 외에 감독과 작가로도 활동하고 있다.

## 어린 시절
독일 랜즈스툴 서독 지역 근무 군인 가정에서 태어났다. 신부가 되기 위해 13살까지 신학교에 다녔다. 이후 연기 공부를 시작하여 서던캘리포니아 대학교 영화학교를 졸업하였다.

## 경력
1977년 앨릭스 헤일리 원작 소설을 텔레비전 미니시리즈로 만든 《뿌리》 1부에서 어린 쿤타킨테 역으로 등장하였다. 이 미니시리즈는 한 미국 흑인 노예와 그 후손들 이야기를 다루어 큰 반향과 인기를 얻었으며, 버턴도 이 작품을 통해 이름을 알렸다.
이후 버턴은 《꿈꾸는 낙원》(1983), 《사랑의 유람선》(1984) 등에 객원으로 등장하였으며 뮤직 비디오에도 다수 출연하였다. 1983년에는 미국 공영 방송 PBS에서 《리딩 레인보》(Reading Rainbow) 진행자를 맡아 활동하였다.
1986년 《스타 트렉》의 아버지 진 로든베리가 새로운 시리즈의 역할을 그에게 제안하였다. 그는 엔터프라이즈 우주선의 장교인 조르디 라 포지의 역할을 맡게 되어 《스타 트렉: 넥스트 제너레이션》 정규 출연진이 되었다. 이후 시즌 7로 끝난 1994년까지 이 시리즈에 참여하였으며 1994년, 1996년, 1998년, 2002년 영화판에도 출연하였다. 또한 《스타 트렉》의 여러 시리즈에 감독 역할로 참여하여 총 29화를 연출하였다.

## 작품 목록

### 텔레비전 출연
- 뿌리 (1977)
- 꿈꾸는 낙원 (1983)
- 사랑의 유람선 (1984)
- 제시카의 추리극장 (1987)
- 스타 트렉: 더 넥스트 제너레이션 (1987-94)
- 퍼셉션 (2012-15)

### 텔레비전 연출
- 스타 트렉: 더 넥스트 제너레이션 (1993-94)  - 2편
- 스타 트렉: 딥 스페이스 나인 (1995-99) - 10편
- 스타 트렉: 보이저 (1995-2001) - 8편
- 스타 트렉: 엔터프라이즈 (2001-05) - 9편
- 참드 (2005-06)
- 퍼셉션 (2014)

### 영화 출연
- 스타 트랙 7 - 넥서스 트랙 (1994)
  - 스타 트랙 8 - 퍼스트 콘택트 (1996)
  - 스타 트랙 9 - 최후의 반격 (1998)
  - 네메시스 (2002)

## 저서
- Aftermath (→잔해), 1997년, ISBN 0-446-67960-7

## 수상
- 할리우드 명예의 거리에 스타로 선정 (1990년)
- 피버디상 (1993년)